# Сирота

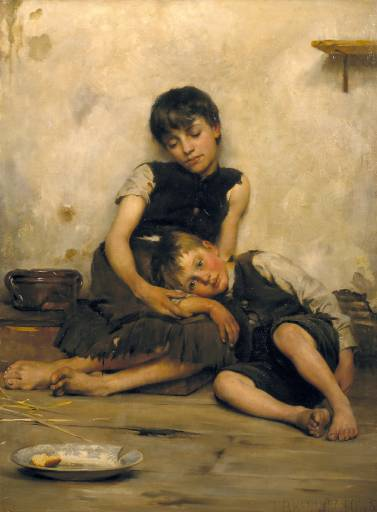
Томас Кеннінґтон. Сироти (1885)

Сирота́ — як основне значення вживається для позначення дитини, що не досягла повноліття і що росте без одного чи обох батьків (відповідно напів- або повний сирота). В переносному значенні ж так часто називають кожного, хто поніс важку втрату.

## Соціальне сирітство
Соціальне сирітство — соціальне явище, спричинене ухиленням або відстороненням батьків від виконання батьківських обов'язків по відношенню до неповнолітньої дитини.
Соціальні сироти — це особлива соціально-демографічна група дітей, які внаслідок соціальних, економічних та морально-психологічних причин зостались сиротами при живих батьках.

## Причини соціального сирітства[1]
Найпоширенішою причиною поширення соціального сирітства визначають злочинну діяльність батьків, залучення дітей до кримінальних та протиправних дій. Засудження батьків, перебування їх у місцях позбавлення волі призводить до того, що дитина потребує влаштування, стає сиротою при живих батьках. Також фактором ризику позбавлення дитини піклування батьків є агресивна поведінка батьків, брутальне та жорстоке поводження з дітьми, що становить загрозу життю і здоров'ю дитини, психічні захворювання.
Розглядаючи фактори, які впливають на поширення соціального сирітства, їх можна згрупувати у дві категорії: внутрішньосімейні та загальнодержавні.
До внутрішньосімейних можна віднести такі:
- безвідповідальне ставлення батьків до виконання своїх обов'язків,
- вживання батьками алкоголю, наркотичних засобів,
- злочинна діяльність та агресивна поведінка батьків.

До причин, що мають загальнодержавний характер, можна віднести:
- бідність сімей, які виховують неповнолітніх дітей,
- відсутність дієвих соціальних програм підтримки сімей з дітьми,
- зниження морального рівня населення країни,
- підвищення рівня смертності та психічної захворюваності населення.

Сирітство в Україні

## Проблема сирітства в Україні та перспективи їх вирішення

### Статистичні дані
Динаміка сирітства в Україні до 2008 р. щороку зростала: десять років тому сиріт було понад 80 тисяч, а на 1 червня 2007 року — уже понад 103.
Починаючи з 2009 року в Україні кількість дітей-сиріт має тенденцію зменшуватись. Проте, на жаль, зменшується також і кількість усиновлених дітей.
| Рік  | Чисельність дітей, усиновлених протягом року | Загальна чисельність дітей-сиріт та дітей, позбавлених батьківського піклування на кінець року |
| ---- | -------------------------------------------- | ---------------------------------------------------------------------------------------------- |
| 2003 | 6 345                                        | 96 112                                                                                         |
| 2004 | 5 596                                        | 97 590                                                                                         |
| 2005 | 5 241                                        | 97 829                                                                                         |
| 2006 | 4 318                                        | 102 912                                                                                        |
| 2007 | 5 229                                        | 102 924                                                                                        |
| 2008 | 5 261                                        | 103 542                                                                                        |
| 2009 | 5 274                                        | 100 787                                                                                        |
| 2010 | 4 865                                        | 98 119                                                                                         |

За даними Держкомстату України
Якщо в західних регіонах сиріт 0,5% від загальної кількості дітей, то в східних — 1,8-2%. Рекордсменом у цій сумній статистиці є Миколаївська область — 2,2% (4,5 тисячі дітей).
Несприятлива ситуація також у Дніпропетровській та Донецькій областях. Практично немає дітей-сиріт у Тернопільській, Чернівецькій та Львівській областях.
2008-й рік глава держави оголосив Роком усиновлення.

### Благодійні фонди, що турбуються проблемами сирітства
- Міжнародний благодійний фонд "Центр філантропії і фандрайзингу"

Створений у грудні 2013 року колишнім вихованцем школи-інтернату, автором книги спогадів про дитинство в інтернаті «Путівка 3507. Мозаїка пам'яті та путівника для випускників інтернатів "З інтернату - до успіху" Ростиславом Галелюком. 
- Фонд Ріната Ахметова «Розвиток України»

Детальніше у статті Фонд Ріната Ахметова "Розвиток України"
У 2008 р. був заснований проект «Розвиток сімейних форм виховання». Фонд сприяє національному усиновленню, надає підтримку прийомним сім'ям та дитячим будинкам сімейного типу, взаємодіє з дитячими інтернатними установами.
У грудні 2009 року за підтримки Фонду почав роботу Всеукраїнський Інтернет-портал з усиновлення дітей-сиріт Сирітству-Ні!.
- Тернопільський обласний благодійний Фонд "Майбутнє сиріт"

Метою діяльності фонду є допомога дітям-сиротам в адаптації до самостійного життя у відкритому соціумі, влаштуванні у прийомні сім'ї, сприяння сирітській молоді в отриманні якісної освіти.
Фонд є ініціатором та спонсором проекту, за яким сиріт та позбавлених батьківського піклування, що проживають у сільських школах-інтернатах Тернопільської області навчатимуть основам самостійного життя.

### Заходи запобігання сирітству на державному рівні

Соціальна реклама проти сирітства

Закон визначає такі пріоритетні заходи щодо запобігання ранньому соціальному сирітству:
- Внесення змін до положення про консультативний пункт центрів соціальних служб для сім'ї, дітей та молоді у пологових стаціонарах та будинках дитини, з метою визначення механізму взаємодії консультативних пунктів та закладів соціального спрямування. Доповнення переліку категорій клієнтів консультативних пунктів категорією «Жінки, які народили дитину з функціональними обмеженнями».
- Розвиток мережі консультативних пунктів центрів соціальних служб для сім'ї, дітей та молоді при пологових будинках, пологових відділеннях до 700, жіночих консультаціях та будинках дитини у залежності від потреби.
- Відкриття закладів соціального спрямування — соціальних центрів матері та дитини в АР Крим, Київській, Львівській, Сумській, Хмельницькій, Чернігівській та інших областях.
- Проведення семінарів з метою підготовки регіональних тренерів з питань соціальної роботи, спрямованої на попередження раннього соціального сирітства за участю медичних працівників.
- Підготовка та видання методичного посібника для соціальних та медичних працівників з питань попередження раннього соціального сирітства.
- Розробка та розміщення соціальної реклами з питань попередження раннього соціального сирітства.

## Проблеми сирітства у світі та перспективи їх вирішення
За даними доповіді ЮНІСЕФ за 2001—2002 рік регіонами, де спостерігається найбільша кількість дітей-сиріт, є такі країни:
| Країни                                          | Кількість дітей-сиріт | Кількість сиріт у відсотках від всіх дітей |
| ----------------------------------------------- | --------------------- | ------------------------------------------ |
| Країни Африки                                   | 34 294 000            | 11,9%                                      |
| Країни Азії                                     | 65 504 000            | 6,5%                                       |
| Країни Латинської Америки і Карибського басейну | 8 166 000             | 7,4%                                       |

### Білорусь
У 2006 р. у Білорусі налічувалося 30 тис. дітей-сиріт і дітей, що залишилися без піклування батьків. З них 50% виховується в опікунських, прийомних сім'ях, дитячих будинках сімейного типу. Понад 32% дітей-сиріт перебувають під державною опікою в дитячих інтернатних установах.
За підтримки ЮНІСЕФ у державі починає розвиватися нова сімейна форма устрою сиріт — прийомна сім'я.
Ці тенденції стимулювали закриття інтернатних закладів для дітей-сиріт у країні. Якщо в 1998 р. в інтернатних закладах виховувалося 9673 дітей-сиріт, то в 2006 р. — 8693.

### Казахстан
На повному державному забезпеченні в 2005 р. перебувало 16 тис. дітей-сиріт і дітей, що залишилися без піклування батьків. Порівняно з 1999 р. у 2005 р. кількість дітей збільшилася вдвічі. За статистикою Комітету з охорони прав дітей Міністерства освіти і науки Казахстану у прийомних родинах виховуються 1531 дитина.
За підтримки фонду «Євразія», ЮНІСЕФ у Казахстані розроблено комплексну державну програму, що гарантує соціальні пільги прийомним родинам й усиновителям. Патронатним батькам виплачується надаються встановлені пільги, вихованці забезпечуються предметами побуту. Виплати здійснюються за рахунок місцевого бюджету із розрахунку віку дитини.

### Грузія
Позитивна практика влаштування дітей-сиріт у прийомні родини стала поширюватися в Грузії. Прийомним родинам, що приймають дитину, виплачується щомісячна дотація.
На 2006 р. тут 326 дітей виховуються в прийомних родинах, 532 — повернулися до своїх біологічних батьків.

### Російська Федерація
Реформа державних установ утримання дітей-сиріт та позбавлених батьківської опіки з метою посилення форм сімейної опіки визначена як стратегічне завдання в Посланні Президента РФ до Федеральних Зборів 2006 р.
На 2006 р. показники усиновлення в Росії засвідчують домінування негативних тенденцій. Із 270 тис. сиріт, що перебувають на вихованні у державних установах, показник усиновлення становить лише 7 тис. дітей у рамках національного усиновлення та понад 6 тис. — міжнародне усиновлення.
Проте, наприклад, у Республіці Комі кількість дітей-сиріт та дітей, позбавлених батьківського піклування переданих на виховання в прийомні сім'ї за період з 2004 по 2007 рр. збільшилася вдвічі.

### Польща
У Польщі реалізовується нова модель установ для дітей-сиріт, що з різних причин не можуть бути повернуті в біологічні родини чи влаштовані в сімейні форми виховання. У такому будинку одночасно проживають не більше 12-14 дітей, з якими працюють 4-5 вихователів. Установа відіграє роль місця тимчасового перебування дітей на той період, поки не буде проведено роботу з їхньою біологічною родиною, чи знайдена нова родина для таких дітей (прийомна родина, родина опікунів, усиновлення).

## Образ сироти в літературі
Образ сироти надзвичайно поширений в дитячій літературі. Відсутність батьків у фентезі-літературі символізує втілення в життя цікавіших пригод, це звільняє дітей від сімейних зобов'язань та контролю. Ці характеристики роблять сиріт привабливими персонажами для письменників.
Сироти часто зустрічаються в казках, наприклад, більшість варіантів Попелюшки.
Ряд відомих авторів написали книги за участю дітей-сиріт. Приклади з класичної літератури включає Шарлотту Бронте, Чарльза Діккенса, Марка Твена (Пригоди Тома Сойєра, Енн Л. М. Монтгомері із зелених дахів книги)тощо.
Серед останніх авторів — А. Кронін, Лемоні Снікет, Роальд Даль, Джоан Роулінг (Гаррі Поттер) тощо.
В Україні спогади про своє життя в інтернаті для сиріт написав випускник Перечинської школи-інтернату Ростислав Галелюк ( «Путівка 3507. Мозаїка пам'яті»).

## Образ сироти в релігії
Багато релігійних текстів, включаючи Біблію і Коран, містять думку, що допомога і захист дітей-сиріт є дуже важливим і богоугодним питанням. Кілька цитат:
|  | «Чиста й непорочна побожність перед Богом і Отцем така: зглянутися над сиротами та вдовами в утисках, себе берегти чистим від світу» (Послання апостола Якова, 27) |

|  | « До батьків - благодіяння, і до родичів, і сиріт, і бідняків. Говоріть людям хороше, вистоюйте молитву, приносьте очищення». (Коран. Корова 77(83)) |